# Ladislav Jetel
Ladislav Jetel (3. června 1886 Libeň – 24. září 1914) byl český fotbalista, levý záložník. Padl na frontě 1. světové války.

## Fotbalová kariéra
Hrál za Meteor VIII v předligové éře. Reprezentoval Čechy v utkání s Uherskem 1. 4. 1906.